# Carlskrona Tidning
Carlskrona Tidning var en dagstidning i Karlskrona som kom ut under ett halvår från 17 juni 1817 till 30 december 1817.
Boktryckaren C. F. Bagge i Karlskrona anmälde den 22 februari 1817, att han ämnade starta om sitt nedlagda tryckeri. Carlskrona Tidning, som trycktes där, utgjorde sannolikt en fortsättning av Carlskronas tidningar, som hade getts ut av P.H. Syréen under åren 1812–1814 och den trycktes på Bagges tryckeri. 
Tidningen trycktes på F. G. Bagges tryckeri med frakturstil. Tidningen kom ut en gång i veckan på tisdagar med 4 sidor i kvartoformat 17 x 12 cm. Prenumeration för tiden till slutet av december var 32 skilling banco.